# Präsidentschaftswahl in Namibia 2014

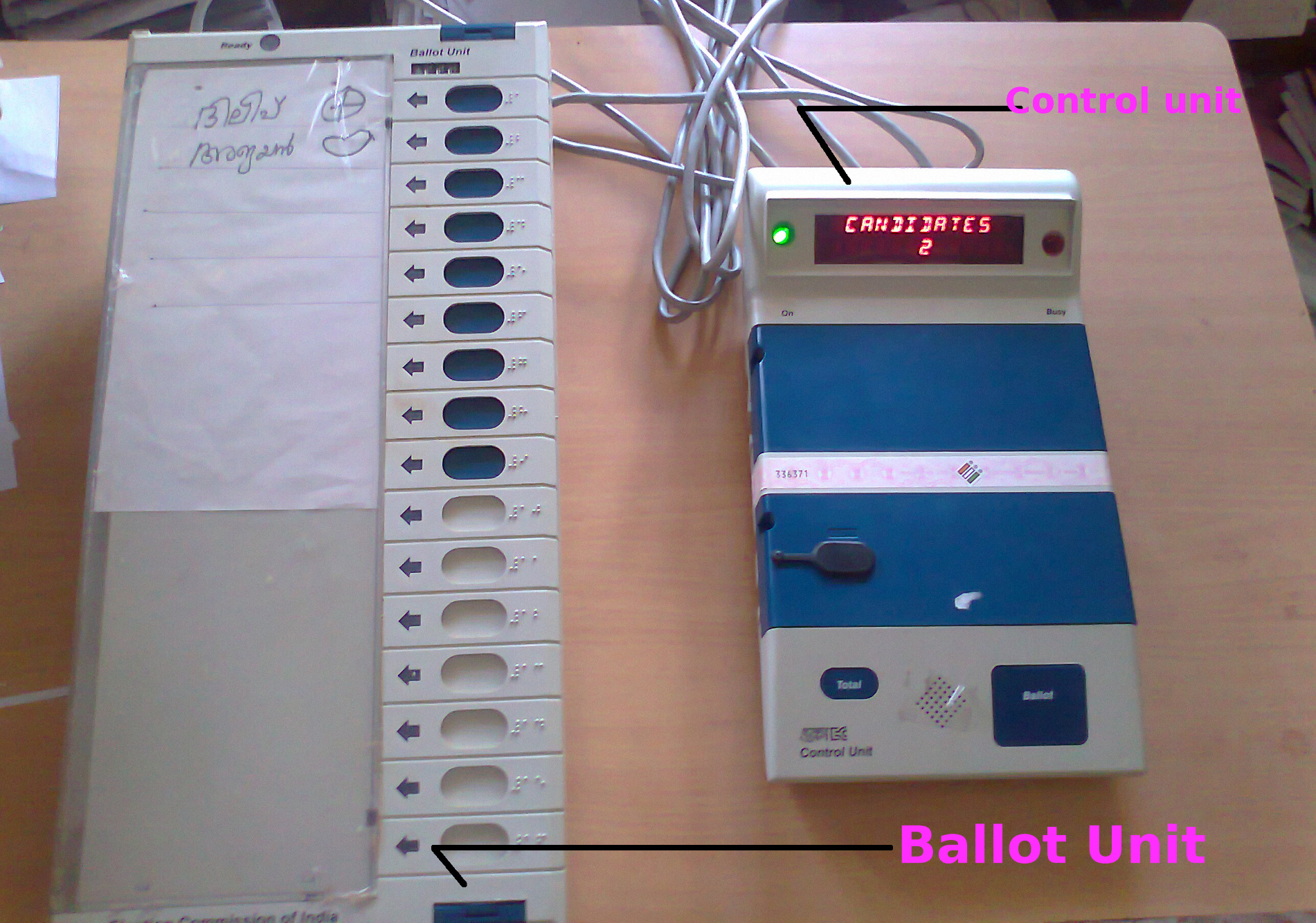
Wahlgerät aus Indien wie es erstmals auch in Namibia zum Einsatz kommen soll.

Die Präsidentschaftswahl in Namibia 2014 fanden am 28. November 2014 zusammen mit der Parlamentswahl statt. Am 14. November 2014 wählten bereits Seefahrer und Namibier im Ausland.
Als Sieger ging – mit für namibische Wahlen nie dagewesener Höhe – Hage Geingob hervor. Er ist seit dem 21. März 2015 dritter Präsident des unabhängigen Namibia.
Es wurde in transparenter, friedlicher, geheimer und freier Wahl der Staatspräsident Namibias gewählt. Erstmals kamen bei der Wahl elektronische Wahlgeräte zum Einsatz. Zudem wurde zum ersten Mal in der Geschichte des Landes an nur einem Tag gewählt. Der 28. November 2014 wurde zudem zu einem nationalen Feiertag erklärt.

## Wahltag
Die Wahllokale öffneten am Wahltag teilweise mit bis zu drei Stunden Verspätung, da es zu zahlreichen Ausfällen der elektronischen Wahlmaschinen und vor allem der Wählerverifizierungs-Apparate kam. Schon am frühen Morgen bildeten sich vor fast allen Wahllokalen landesweit zig Meter lange Schlangen. Teilweise mussten Wähler bis zu sechs Stunden auf die Stimmenabgabe warten. Bereits am Mittag des Wahltages kündigte die Wahlkommission an, dass alle Wähler die bei Schließung der Wahllokale um 21 Uhr anstehen noch ihre Stimme abgeben dürfen. Bis zum Mittag war von einer sehr hohen Wahlbeteiligung die Rede.
Bis in den frühen Morgen des 30. November waren zahlreiche Wahllokale aufgrund der Menschenmassen geöffnet. Dennoch konnten zehntausende Namibier ihre Stimme nicht abgeben.
Die Entwicklungsgemeinschaft des südlichen Afrika und die Afrikanische Union bezeichneten die Wahlen als transparent, friedlich frei und fair. Einige Bereiche des Wahlkampfs, der Stimmenabgabe und der Auszählung wurden bemängelt.

## Wahlergebnis
Das Wahlergebnis wurde am 1. Dezember 2014 verkündet. Die Wahlbeteiligung lag bei 71,79 Prozent (von 1.241.194 registrierten Wahlberechtigten).
Quelle: Namibische Wahlkommission
| Präsidentschaftskandidat (Partei) | Stimmen | Stimmenanteile |
| --------------------------------- | ------- | -------------- |
| Hage Geingob (SWAPO)              | 772.528 | 86,73 %        |
| McHenry Venaani (DTA)             | 44.271  | 4,97 %         |
| Hidipo Hamutenya (RDP)            | 30.197  | 3,39 %         |
| Asser Mbai (NUDO)                 | 16.740  | 1,88 %         |
| Henk Mudge (RP)                   | 8.676   | 0,97 %         |
| Ignatius Shixwameni (APP)         | 7.266   | 0,82 %         |
| Usutuaije Maamberua (SWANU)       | 5.028   | 0,56 %         |
| Ben Ulenga (COD)                  | 3.518   | 0,39 %         |
| Epafras Mukwiilongo (NEFF)        | 2.514   | 0,28 %         |
| Gesamt                            | 890.738 | 100 %          |

## Kandidaten
Alle Kandidaten mussten ihre Registrierung bei der Namibischen Wahlkommission bis zum 29. Oktober 2014 um 17 Uhr einreichen. Zugelassen wurden von der Wahlkommission die nachstehenden neun Kandidaten.

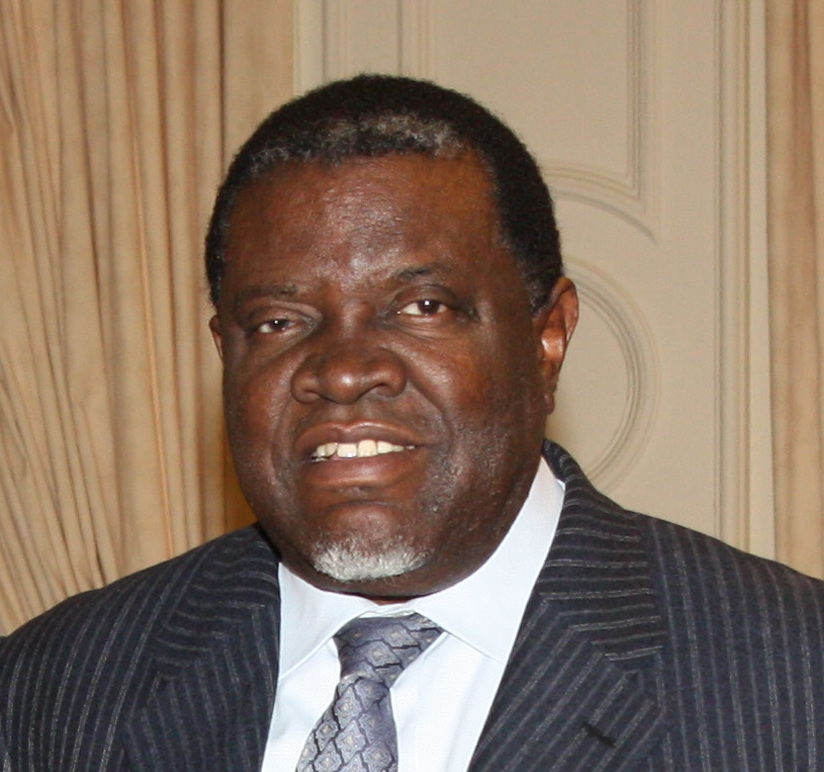
Hage Geingob (SWAPO) Premierminister von 1990 bis 2002 und seit 2012
Hidipo Hamutenya (RDP) Oppositionsführer und RDP-Parteivorsitzender seit 2007; Kommunikationsminister (1990–1993), Handelsminister (1995–2004), Außenminister (2002–2004)
Usutuaije Maamberua (SWANU) SWANU-Parteivorsitzender seit 2007, Staatssekretär im Finanzministerium (1996–2003)
Asser Mbai (NUDO)
Henk Mudge (RP) RP-Parteivorsitzender seit 2003
Epafras Mukwiilongo (NEFF)
Ignatius Shixwameni (APP) Parteivorsitzender APP seit 2007, SWAPO-Zentralkomitee (1992–1997), COD-Mitglied (2000–2007)
Ben Ulenga (COD) COD-Vorsitzender seit 1999, Mitglied der Verfassunggebenden Versammlung Namibias (1989), Vize-Umweltminister (1991–1995), Vize-Regionalminister (1995–1996), Botschafter im Vereinigten Königreich (1996–1998)
McHenry Venaani (DTA) DTA-Parteivorsitzender seit 2013

### Aufstellung der Kandidaten

#### APP
Die All People’s Party hat beim Parteitag vom 2. bis 5. Mai 2013 den Parteipräsidenten Ignatius Shixwameni im Amt bestätigt. Er trat als Spitzenkandidat der Partei bei der Präsidentschaftswahl 2014 an.

#### COD
Der Congress of Democrats schickt zum vierten Mal in Folge den Parteipräsidenten Ben Ulenga ins Rennen um das Amt des Staatspräsidenten. Ulenga wurde am 6. Juli als Parteivorsitzender bestätigt.

#### DTA
Die DTA of Namibia hat ihren Parteitag am 7. September 2013 abgehalten. McHenry Venaani wurde zum Parteivorsitzenden gewählt und war damit Kandidat für die Präsidentschaftswahl 2014.

#### NUDO
Die National Unity Democratic Organisation (NUDO) hat am 2. und 3. Februar 2013 ihren Parteitag abgehalten. Kuaima Riruako wurde im Amt des Parteipräsidenten ohne Gegenkandidat bestätigt. Er sollte somit die Partei nach 2004 und 2009 auch 2014 in die Präsidentschafts- und Parlamentswahlen führen, verstarb aber nach kurzer Krankheit am 2. Juni 2014 in Windhoek. Als neuer Parteipräsident wurde am 6. Juli 2014 Asser Mbai bestellt, der auch als Präsidentschaftskandidat für die NUDO antrat.

#### RDP
Die Rally for Democracy and Progress (Namibia) als größte Oppositionspartei bestätigte Hidipo Hamutenya am 9. November 2013 auf einem großen Parteikongress im Amt des Parteipräsidenten. Er trat somit erneut als Präsidentschaftskandidat nach 2009 an.

#### RP
Die Republican Party of Namibia hatte sich zur Unterstützung des SWAPO-Präsidentschaftskandidaten Hage Geingob ausgesprochen. Im Endeffekt meldete die Partei mit Henk Mudge einen eigenen Kandidaten an.

#### SWAPO
Bereits nach der Präsidentschaftswahl 2009 begann die Diskussion über den Präsidentschaftskandidaten für die Wahl 2014. Traditionell wird der Parteipräsident der SWAPO auch der Präsidentschaftskandidat seiner Partei sein. Nach aktuellem Stand wird dieses der derzeitige Parteivizepräsident Hage Geingob sein. Sollte er kandidieren und die Präsidentschaftswahl gewinnen, wäre er der erste Staatspräsident Namibias, der nicht dem Volk der Ovambo angehört. Weitere Chancen auf die Präsidentschaftskandidatur wurden zudem der Generalsekretärin und Justizministerin Pendukeni Iivula-Ithana, die das Amt als erste Frau einnehmen würde, eingeräumt. Geringe Chance hat auch Vizegeneralsekretär und Sicherheitsminister Nangolo Mbumba.
Da Präsident Hifikepunye Pohamba den Parteivorsitz innehat, jedoch aufgrund der Verfassung Namibias nicht für eine dritte Amtszeit kandidieren darf, wird somit automatisch der Vizepräsident zum Präsidentschaftskandidaten erhoben.
Das Zentralkomitee hat am 12. und 13. März 2011 zum vierten Male getagt. Hier wurde deutlich, dass die Präsidentschaftskandidatur nicht entschieden ist, wobei Hage Geingob und Pendukeni Iivula-Ithana weiterhin die größten Chancen eingeräumt werden, jedoch auch der Minister für Wohnbau und Ländliche Entwicklung Jerry Ekandjo Interesse bekundet hat. Premierminister Nahas Angula hingegen hat eine Kandidatur ausgeschlossen.
Im Oktober 2012 haben bei einem SWAPO-Parteitag drei Parteimitglieder ihr Interesse an der Position des Vize-Parteipräsidenten bekundet. Neben Geingob sind dies Iivula-Ithana und Ekandjo.
Am 1. Dezember 2012 konnte sich Geingob gegen seine beiden Konkurrenten durchsetzen und wurde im Amt des Vize-Parteipräsidenten bestätigt. Er gilt damit als Präsidentschaftskandidat bei der Präsidentschaftswahl 2014.
Am 7. September 2014 wurde Geingob offiziell zum Präsidentschaftskandidaten der SWAPO erklärt.

#### SWANU
Die SWANU of Namibia hat am 21. Juli 2014 ihr Wahlprogramm vorgestellt. Zudem wurde Usutuaije Maamberua als offizieller Präsidentschaftskandidat der Partei bekannt gegeben.

#### UDF
Die United Democratic Front of Namibia hat sich aufgrund der ethnischen Herkunft (Damara) des SWAPO-Präsidentschaftskandidaten Hage Geingob für diesen bei der Präsidentschaftswahl ausgesprochen.

## Wählerregistrierung
Die Registrierung der Wähler fand zwischen dem 15. Januar und 2. März 2014 statt. Hierfür standen knapp 3000 mobile und stationäre Registrierungsstellen zur Verfügung. Die Wählerliste wurde, nachdem es einige Beschwerden gab, bis Mitte Juni 2014 erarbeitet. Eine Nachregistrierung fand im September 2014 statt. Insgesamt sind 1.241.194 Wähler zur Wahl 2014 zugelassen.

## Wahlkampf
Der Wahlkampf hat inoffiziell mit Vorstellung des Wahlprogramms der regierenden SWAPO am 6. September 2014 begonnen. Zwar haben andere Parteien bereits vor der SWAPO ihr Wahlprogramm vorgestellt, jedoch beginnt der aktive Wahlkampf traditionell bei Bekanntgabe des SWAPO-Wahlprogramms.

### Rechtliches Vorgehen von zwei Oppositionsparteien
Die RDP sowie die WRP gingen am 27. November 2014 gegen den Einsatz der elektronischen Wahlgeräte vor, da diese keinen Kontrollausdruck erzeugen. Der Eilantrag auf Verschiebung der Wahlen in den Februar 2015 wurde am 26. November vom Obergericht in Windhoek abgelehnt.

### Verfassungsänderung
Am 13. Oktober 2014 kam es zu der weitreichendsten Reform des politischen Systems seit der Unabhängigkeit Namibias, nachdem diese über Wochen kontrovers diskutiert worden war.
Als wichtigste Änderungen wurden beschlossen:
- Erhöhung der gewählten Parlamentssitze auf 96 (zuvor 72)
- Erhöhung der vom Präsidenten ernannten Abgeordneten auf acht (bisher sechs)
- dadurch Erhöhung der gesamten Abgeordneten im Parlament von 78 auf 104
- Erhöhung der Sitze im Nationalrat von derzeit zwei Sitzen pro Region auf drei Sitze; somit anstatt 26 Sitze (13 Regionen) in Zukunft 42 Sitze (14 Regionen)
- Einführung der Position des Vize-Präsidenten

Die Einführung einer Sperrklausel von fünf Prozent war zunächst geplant, wurde aber vom Premierminister ebenso wie ein Stimmrecht für die vom Präsidenten ernannten Abgeordneten abgelehnt.